# Heteromys oresterus
Heteromys oresterus is een zoogdier uit de familie van de wangzakmuizen (Heteromyidae). De soort komt alleen voor in Costa Rica.

## Naamgeving
De wetenschappelijke naam van de soort werd voor het eerst geldig gepubliceerd door William P. Harris Jr. in 1932.

## Verspreiding
Heteromys oresterus is een endemische soort uit Costa Rica. Het dier leeft alleen in de eikenbossen bij El Copey de Dota in het noorden van de Cordillera de Talamanca, gelegen op een hoogte van 1.800 tot 2.650 meter.

## Kenmerken
Heteromys oresterus is ongeveer 15 cm lang en 80 gram zwaar. Stekels ontbreken bij deze soort, in tegenstelling tot verwante wangzakmuizen. Heteromys desmarestianus heeft wangzakken. De vacht is donkergrijs op de rug en wit op de buik en de voorpoten.

## Leefwijze
Dit knaagdier is nachtactief en het leeft op de bosbodem. Heteromys oresterus is solitair. Fruit, zaden, paddenstoelen en insecten vormen het voedsel.